# Ngawonggo (Ceper)
Ngawonggo is een bestuurslaag in het regentschap Klaten van de provincie Midden-Java, Indonesië. Ngawonggo telt 5192 inwoners (volkstelling 2010).